# Vignogn
Vignogn ([viˈɲɔɲ]ⓘ, deutsch und bis 1983 offiziell Vigens) ist ein Dorf in der Gemeinde Lumnezia, Kanton Graubünden, Schweiz. Es liegt im Val Lumnezia (Lugnez) südwestlich von Ilanz.
Bis Ende 2012 bildete Vigogn eine eigene politische Gemeinde. Am 1. Januar 2013 fusionierte sie mit den damaligen Gemeinden Cumbel, Degen, Lumbrein, Morissen, Suraua, Vella und Vrin zur neuen Gemeinde Lumnezia.

## Geographie
Das Haufendorf ist eine Hangsiedlung am Ostabhang des Piz Sezner (2309 m ü. M.) und reicht von diesem bis hinunter zum Glenner (920 m ü. M.). Ausserhalb des Dorfkerns gibt es einige ganzjährig besiedelte Einzelgehöfte. Vom gesamten ehemaligen Gemeindegebiet von 791 ha waren nur 247 ha bewaldet und 68 ha Gebirge. Nebst 21 ha Siedlungsfläche gibt es 455 ha landwirtschaftlich nutzbaren Boden. Kulturland wird in Berglage nur saisonal genutzt. Dabei werden rund 331 ha auf den Maiensässen bis zur Alplage (Alp Sezner) bewirtschaftet. Die günstige Lage im Val Lumnezia und das relativ milde Klima in einer windgeschützten Mulde haben die Entwicklung des Dorfes positiv beeinflusst. Das Bergbauerndorf liegt verkehrsgünstig an der Hauptverkehrsachse der Talschaft. Das alpine Dorfbild und die Wanderwege in der naturbelassenen Maiensässlandschaft sind für den Tourismus attraktive Erholungsräume.

## Geschichte

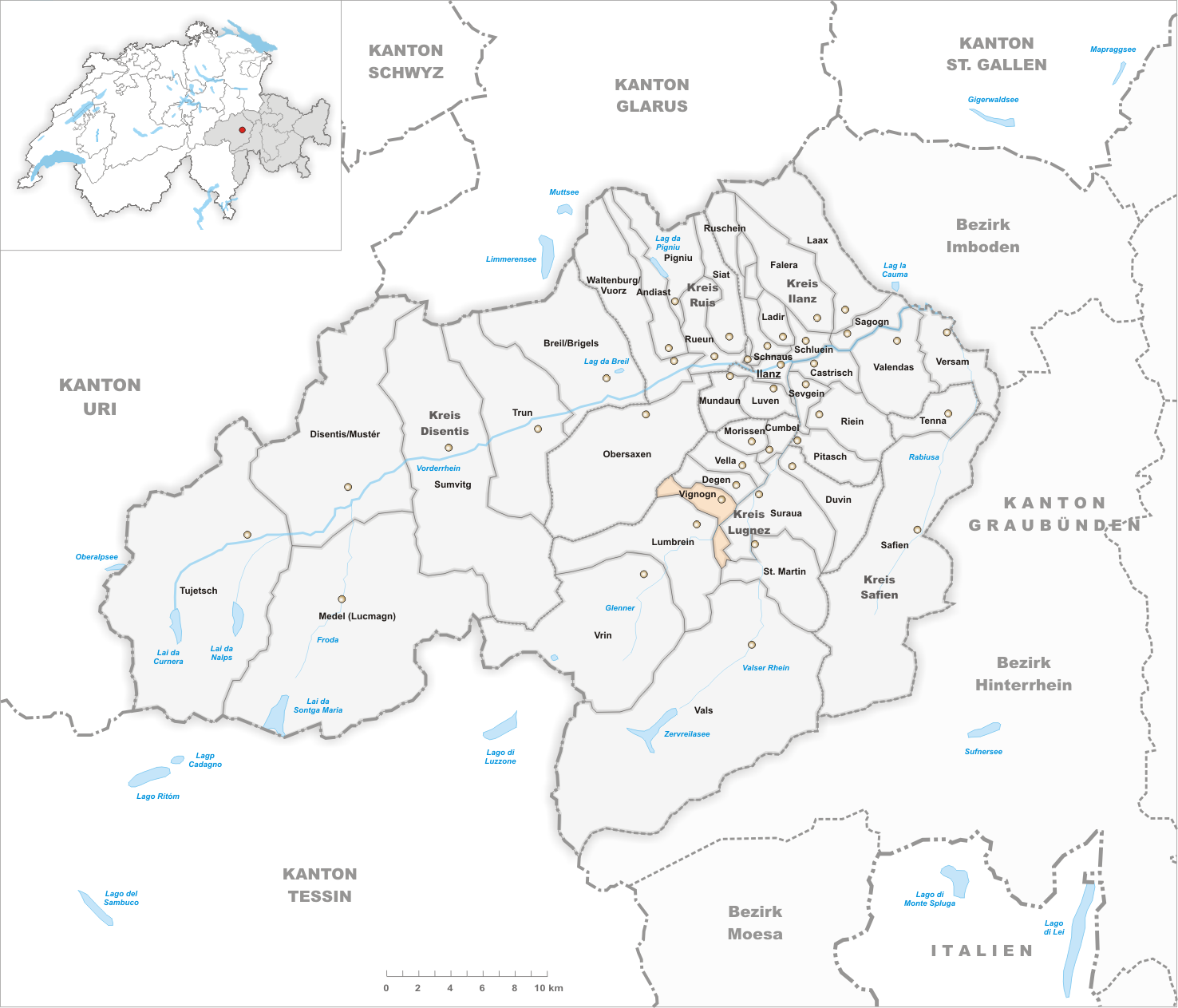
Gemeindestand vor der Fusion am 1. Januar 2013

Der Ort wurde 1325 als Vinanne und 1469 als Viends erwähnt. Die Bevölkerung scheint ursprünglich dem Stamm der Lepontier angehört zu haben, der unter anderem im Tessin beheimatet war und über den Greinapass das Lugnez erreicht hatte. Vignogn war ein frühmittelalterliches Königsgut und im Hochmittelalter Sitz der Ministerialen de Viggun, von denen sich der Name des Dorfes herleitet. Um 1170 werden diese als bischöfliche Lehensträger erwähnt. Diese besassen ebenfalls Güter im benachbarten Surcasti. 1538 kauften sich die Einwohner vom Bistum Chur los. Vignogn bildete ursprünglich mit Surcasti eine Nachbarschaft.
Um 1345 bestanden bereits die beiden Kirchen St. Florin und St. Gaudenz. Letztere ist seit 1669 Begräbniskirche und wurde 1648 wegen eines Hangrutsches neu erbaut. Kirchlich gehörte Vignogn bis 1697 zur Talkirche St. Vincenz in Pleif (Vella). Politisch und kulturell deckt sich die Geschichte der kleinen Berggemeinde mit derjenigen der übrigen Lugnezer Ortschaften.
Nach 1970 wurden im Bergbauerndorf ein inzwischen umgenutztes Schulhaus mit Mehrzweckhalle gebaut. Die Primarschule befindet sich in Vella und Cuschnaus (Morissen), die Real- und Sekundarschule in Vella. Ende des 20. Jahrhunderts zählte die mehrheitlich in der Berglandwirtschaft tätige Bevölkerung rund 200 Personen. Bis dahin gab es immer wieder Zeitabschnitte mit starker Emigration, unter anderem ins wirtschaftlich starke Schweizer Mittelland oder nach Amerika. Eine Gesamtmelioration der stark unterteilten Landwirtschaftsgüter wurde 1968 begonnen und dauerte rund zwanzig Jahre. Der Getreideanbau und die Selbstversorgung wichen danach der ausgeprägten Viehzucht und der subventionierten Milchwirtschaft. 
Kleingewerbe, Zweitwohnungsbau, der Tourismus und Erwerbsmöglichkeiten im Regionalzentrum Ilanz/Glion haben in der Neuzeit die Beschäftigungsstruktur der Einwohner stark geformt. Noch um 1985 war die ehemalige Gemeinde nur durch den kantonalen Finanzausgleich und dank Patenschaftsgemeinden als autonome politische Einheit überlebensfähig.
→ siehe auch Abschnitt Geschichte im Artikel Lumnezia

## Wappen
| Wappen von Vignogn | Blasonierung: «In Rot über goldenem (gelbem) Kelch zwei goldene Trauben»      |
| Wappen von Vignogn | Die Trauben und der Kelch sind die Attribute des heiligen Florinus von Remüs. |

## Bevölkerung
| Jahr      | 1850 | 1900 | 1950 | 2000 | 2012 |
| Einwohner | 199  | 134  | 204  | 179  | 154  |

Die Hauptsprache für 89 % der Einwohner ist Rätoromanisch, 10 % gaben an, besser deutsch zu sprechen. Alle der Ende 2004 187 Bewohner waren Schweizer Staatsangehörige.

## Politik

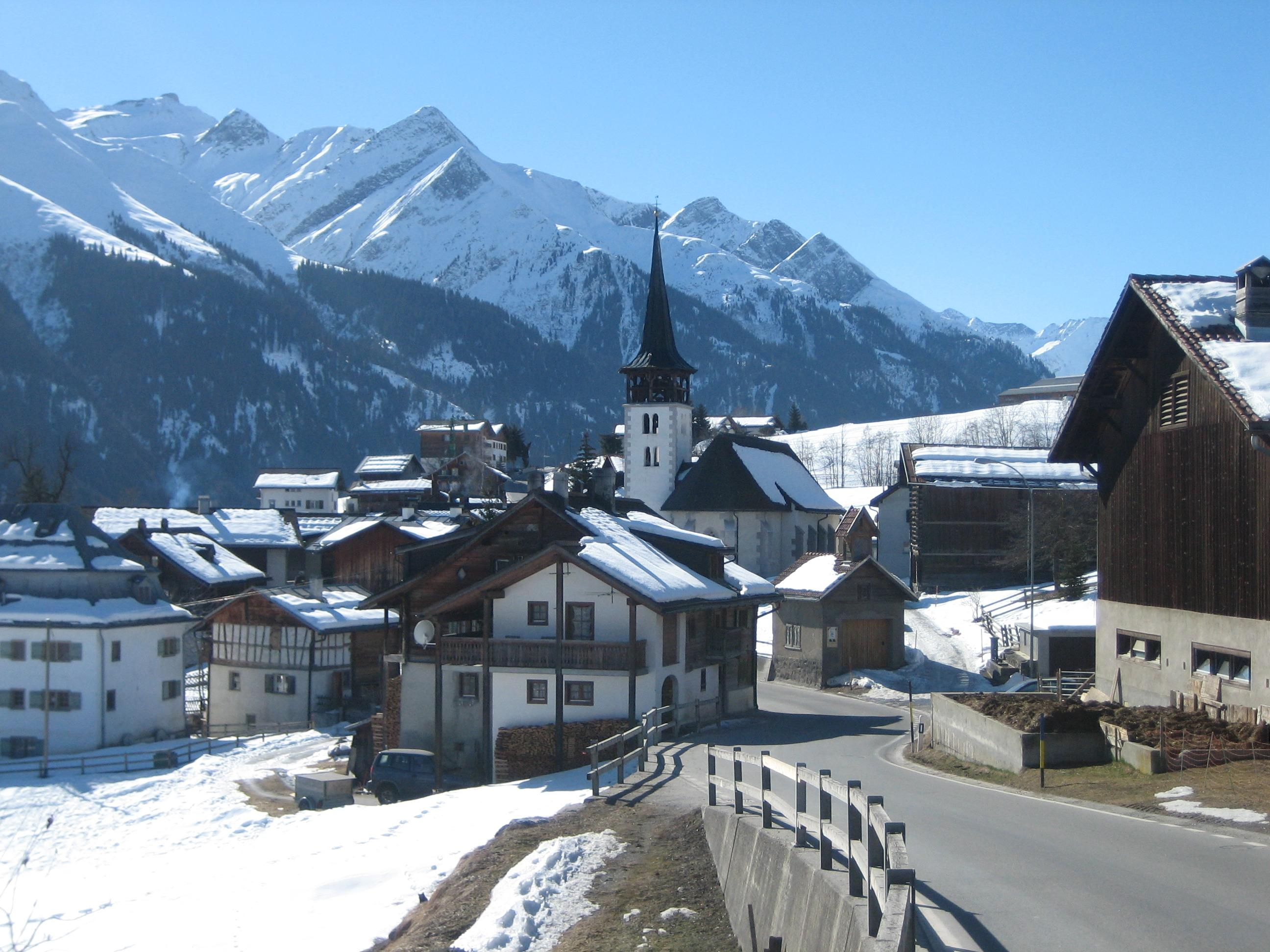
Winter in Vignogn

Der ehemalige autonome Gemeinderat bestand aus fünf Personen. Die durch kantonale Bestrebungen erzeugte Fusion mit den Nachbargemeinden anfangs 2013 bewirkte eine veränderte politische Struktur in der Talschaft, die mehrheitlich von der Mitte-Partei dominiert ist.

## Verkehr
Die ehemalige Gemeinde ist durch die Postautolinie Ilanz – Vrin ans Netz des Öffentlichen Verkehrs angeschlossen. Die Talhauptstrasse Ilanz – Vrin wird kontinuierlich ausgebaut und bietet dem Autoverkehr gute und ganzjährige Strassenverbindungen zu allen Dörfern des Val Lumnezia.

## Bildung

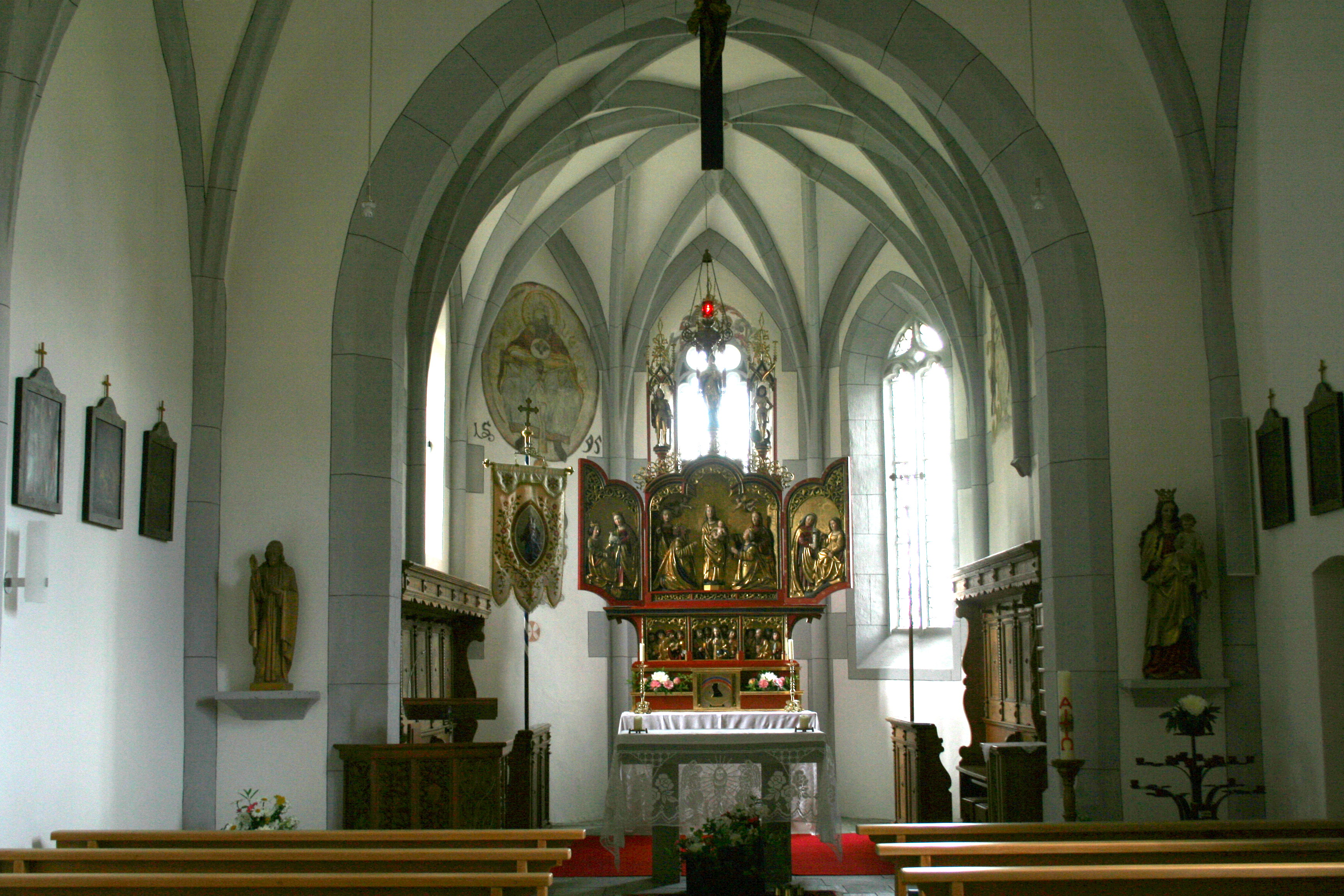
Chor der Dorfkirche St. Florinus

Den Kindergarten und die ersten beiden Klassen besuchen die Kinder von Vignogn in Vella. Von der 3. bis zur 6. Klasse findet der Unterricht in Cuschnaus (Gemeinde Morissen) statt. Anschliessend geht es für die Schuljahre 7 bis 9 zurück nach Vella ins Oberstufenzentrum Lumnezia. Schulsprache ist Rätoromanisch (Idiom Sursilvan), an der Sekundarschule auch Deutsch. Das ehemalige Dorfschulhaus wurde vom Vriner Architekten Gion A. Caminada in die Ferienunterkunft namens "Sentupada" umgebaut und dient heute für Schulklassen und Vereine als Erholungsort und Bildungs- und Begegnungszentrum.

## Sehenswürdigkeiten
- Katholische Pfarrkirche St. Florinus[4]

## Bilder

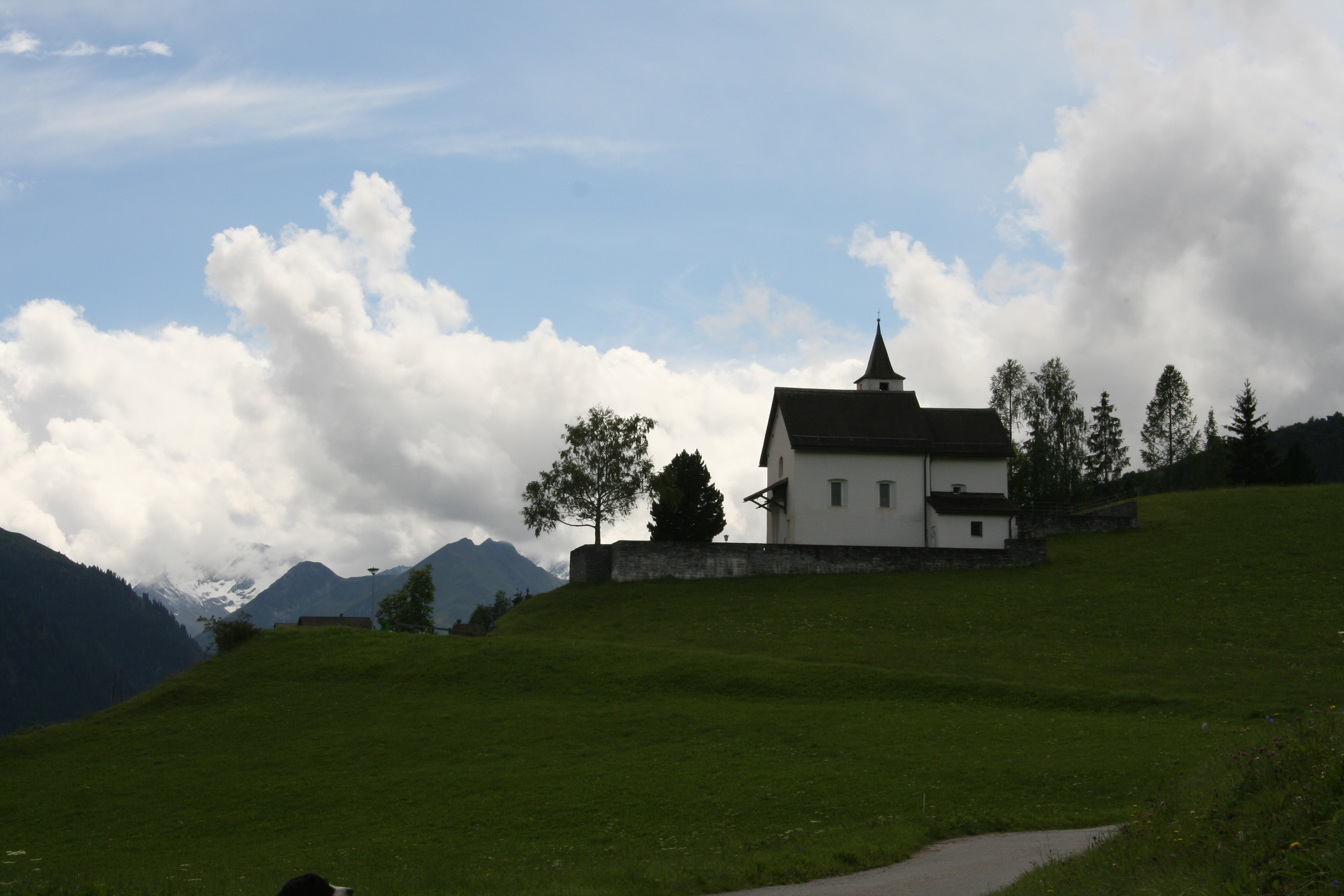
Begräbniskapelle St. Gaudenz
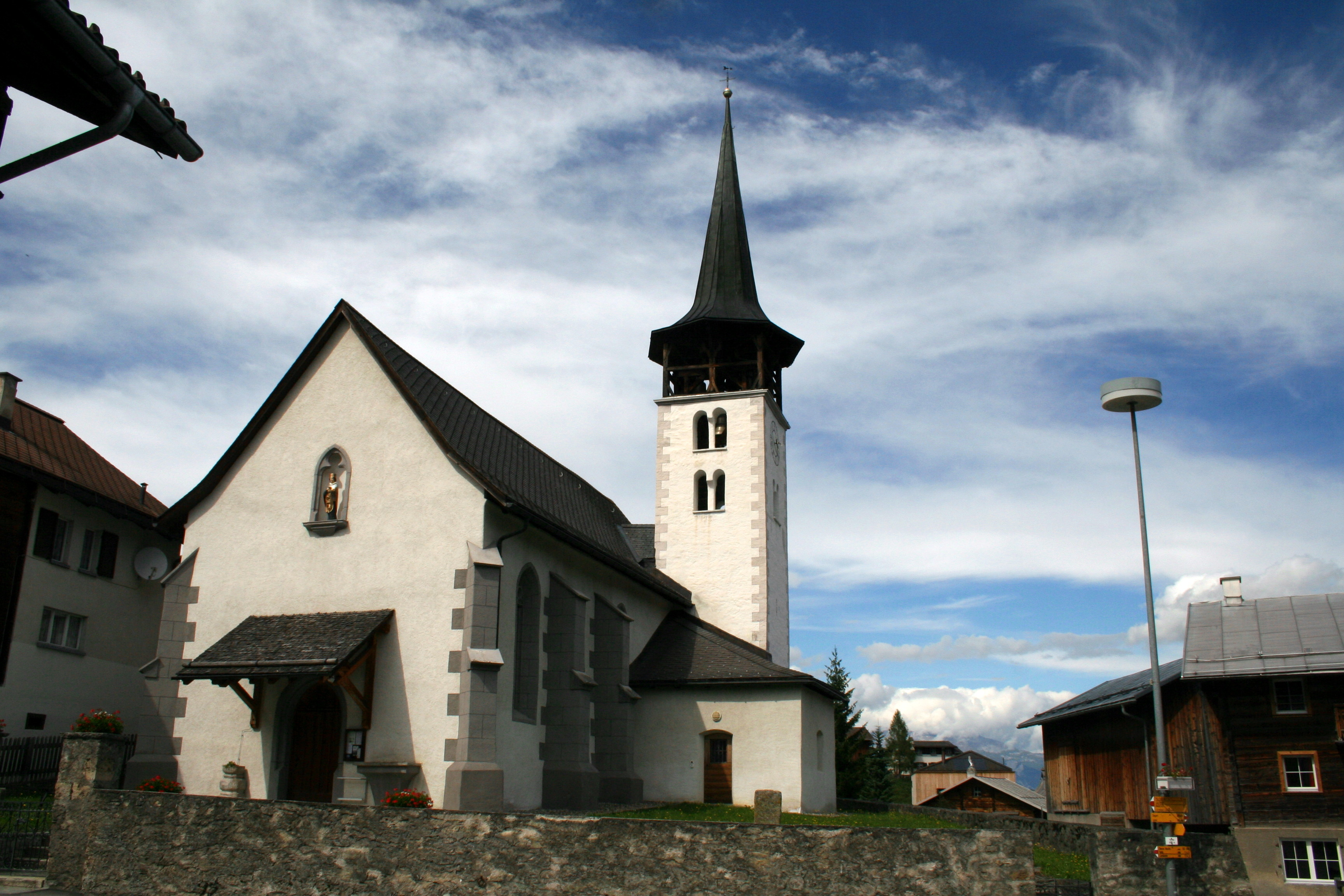
Dorfkirche St. Florinus
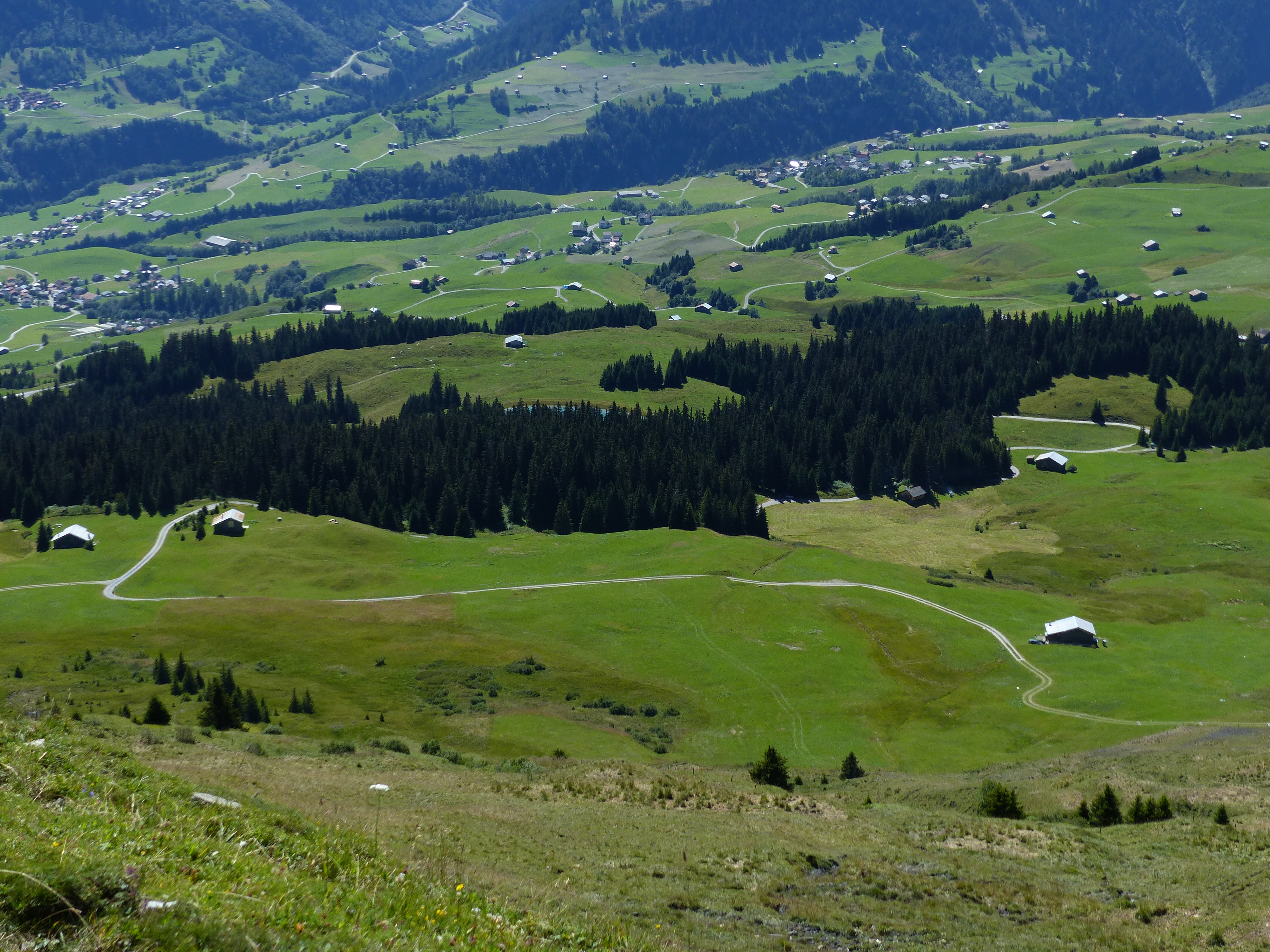
Lugnezer Maiensässlandschaft

## Persönlichkeiten
- Carmen Casanova, Skirennläuferin (* 1980)
- Christian Foppa (1880–1973), Politiker (KVP)